# Liste der Baudenkmäler in Regen

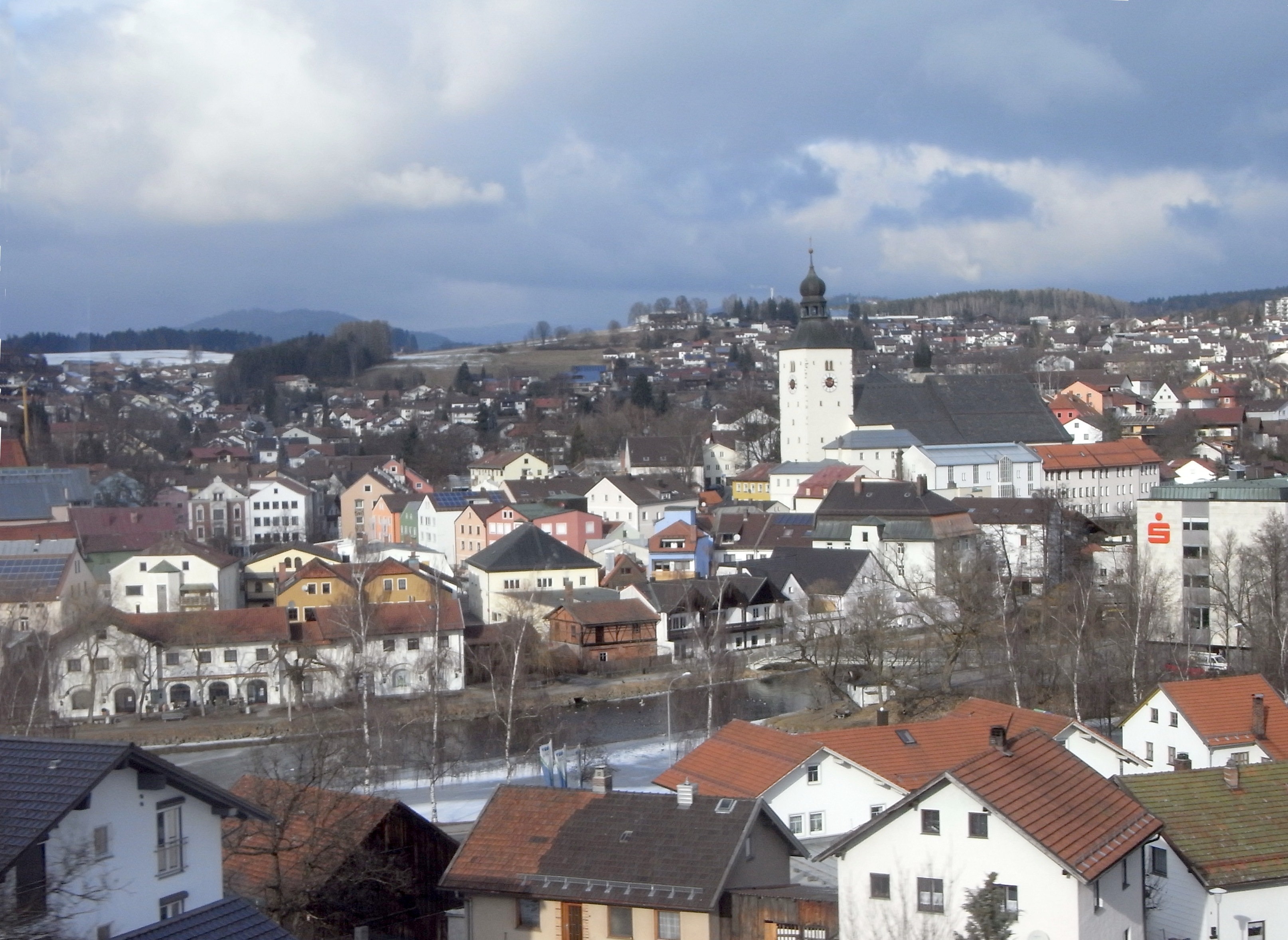
Blick auf die Stadt Regen

Auf dieser Seite sind die Baudenkmäler in der niederbayerischen Stadt Regen zusammengestellt. Diese Tabelle ist eine Teilliste der Liste der Baudenkmäler in Bayern. Grundlage ist die Bayerische Denkmalliste, die auf Basis des Bayerischen Denkmalschutzgesetzes vom 1. Oktober 1973 erstmals erstellt wurde und seither durch das Bayerische Landesamt für Denkmalpflege geführt wird. Die folgenden Angaben ersetzen nicht die rechtsverbindliche Auskunft der Denkmalschutzbehörde.

## Baudenkmäler nach Ortsteilen

### Regen
| Lage                                                                                                | Objekt                                                                     | Beschreibung | Akten-Nr.      | Bild                               |
| --------------------------------------------------------------------------------------------------- | -------------------------------------------------------------------------- | --- | -------------- | ---------------------------------- |
| Am Platzl 3 (Standort)                                                                              | Wohnhaus                                                                   | Eckbau, zweigeschossiger Walmdachbau über unregelmäßigem Grundriss, Sockel mit Bruchsteinverblendung, erste Hälfte 19. Jahrhundert, östlicher Teil wohl noch 18. Jahrhundert. | D-2-76-138-1   | BW                                 |
| Am Platzl 5 (Standort)                                                                              | Gasthof                                                                    | Eckhaus, zweigeschossiger Flachsatteldachbau über unregelmäßigem Grundriss, mit Schweifgiebeln, Anfang 19. Jahrhundert, im Kern älter. | D-2-76-138-3   | Gasthof                            |
| Am Platzl 8 (Standort)                                                                              | Wohn- und Geschäftshaus                                                    | Eckhaus, dreigeschossiger Mansardwalmdachbau, straßenseitig mit Mittelerker und Zwerchhaus, um 1910. | D-2-76-138-5   | BW                                 |
| Amtsgerichtstraße 4 (Standort)                                                                      | Ehemaliges Amtsgericht, jetzt Polizeidienststelle                          | Dreigeschossiger Walmdachbau mit zweigeschossigem Gebäudeflügel nach Nordost, mit spätklassizistischer Putzgliederung, 1875/76. | D-2-76-138-10  | BW                                 |
| Bachgasse 7 (Standort)                                                                              | Wohnhaus                                                                   | Zweigeschossiger Schopfwalmdachbau, 19. Jahrhundert. | D-2-76-138-11  | BW                                 |
| Bahnhof 1, 5 (Standort)                                                                             | Bahnhof Regen                                                              | Gebäude aus Polygonalmauerwerk mit Eckquaderungen, Bestandteil der 1877 eröffneten „Waldbahn“ von Plattling nach Bayerisch Eisenstein, bei Streckenkilometer 110,2–6. Empfangsgebäude, zweigeschossiger Halbwalmdachbau mit übergiebelten Mittelrisaliten und Perronvordach; Güterhalle, eingeschossiger Flachsatteldachbau mit segmentbogigen Toröffnungen; ehemaliges Weichenwärterhaus, eingeschossiger Satteldachbau mit Kniestock, Stallanbau nach Norden; Nebengebäude, eingeschossiger Walmdachbau.                                                                                 | D-2-76-138-120 | weitere Bilder                     |
| Heilig-Geist-Gasse 19 (Standort)                                                                    | Katholische Kirche Hl. Geist, ehemalige Spitalkirche                       | Saalkirche mit Steildach und eingezogenem, fünfseitig geschlossenem Chor, im Kern spätgotisch, 1421/25, im 18. Jahrhundert barock erneuert und mit Dachreiter versehen; mit Ausstattung. | D-2-76-138-16  | weitere Bilder                     |
| Kalvarienbergweg (Standort)                                                                         | Bärndorfer-Kapelle                                                         | Satteldachbau mit fünfseitigem Schluss und Dachreiter, zweite Hälfte 19. Jahrhundert; mit Ausstattung; am Aufstieg Kreuzweg mit 14 Bildstöcken, ädikulaartige Form mit Bildnischen, Granit, erste Hälfte 20. Jahrhundert; Kriegergedächtniskreuz, lateinisches Kreuz, auf Sockel mit Inschrift, 1947 nach historischen Vorbildern errichtet; Kreuzstein, Gusseisenkruzifix auf Steinsockel, bezeichnet mit „1868“. | D-2-76-138-58  | BW                                 |
| Kirchplatz 5 (Standort)                                                                             | Apotheke                                                                   | Zweigeschossiger Satteldachbau, nach Brand 1857 wiederaufgebaut, Eingangsvorhalle und neobarocke Fassadengliederung von 1925. | D-2-76-138-17  | Apotheke                           |
| Kirchplatz 18 (Standort)                                                                            | Baukomplex über dem südwestlichen Teil der ehemaligen Friedhofsbefestigung | Umfassungsmauern der 1517 erbauten Martins- bzw. Sebastianskapelle; jetzt in Wohnhaus enthalten; gedeckte Steintreppe, eingebaut in die Anlage der ehemaligen Friedhofsbefestigung, mit korbbogigen Eingängen, 16. Jahrhundert, mit zahlreichen Grabdenkmälern des 17.–19. Jahrhunderts. | D-2-76-138-21  | weitere Bilder                     |
| Kirchplatz 22; Kirchplatz 18; Kirchplatz 24 (Standort)                                              | Katholische Stadtpfarrkirche St. Michael                                   | Saalkirche mit Steildach, massiver Westturm mit Zwiebelhaube, ursprünglich romanische Anlage, Nordturm von etwa 1270, Chor und Langhaus 1473 und nach Brand 1655–57 erneuert unter Einbeziehung des Wehrturms der Friedhofsbefestigung, 1697 Erweiterung der südlichen Frauenkapelle, (1966/69 moderner Anbau an der Ostseite); mit Ausstattung; Ölberggruppe, Figuren aus Holz, bemalt, Mitte 19. Jahrhundert, in Anbau von 1935 an der Südseite des Westturms; erhaltene Teile der Friedhofsmauer, zum Teil in Gebäude integriert, Bruchstein, wohl 18./19. Jahrhundert.                 | D-2-76-138-22  | weitere Bilder                     |
| Kirchplatz 24 (Standort)                                                                            | Pfarrhof                                                                   | Zweigeschossiger Halbwalmdachbau, nach Norden Werksteinportal mit Ohrung, nach 1648, erneuert um 1700. | D-2-76-138-23  | Pfarrhof                           |
| Ludwigsbrücke (Standort)                                                                            | Standbild St. Johann von Nepomuk                                           | Stein, farbig gefasst, auf balusterartigem Sockel, 1829 an der alten Brücke aufgestellt, 1905 nach Vollendung der jetzigen Ludwigsbrücke an deren Nordostseite. | D-2-76-138-24  | Standbild St. Johann von Nepomuk   |
| Moizerlitzplatz 4 (Standort)                                                                        | Wohn- und Geschäftshaus                                                    | Dreigeschossiger Walmdachbau, Stirnseite mit Holzlaube im zweiten Geschoss, erste Hälfte 19. Jahrhundert. | D-2-76-138-25  | BW                                 |
| Moizerlitzplatz 6 (Standort)                                                                        | Wohnhaus eines Bauernhofes                                                 | Dreigeschossiger Flachsatteldachbau mit Traufseitschrot, Blockbau, zweite Hälfte 19. Jahrhundert. | D-2-76-138-26  | BW                                 |
| Mühlleite 8 (Standort)                                                                              | Wohnhaus                                                                   | zweigeschossig mit breitem Giebel und flach geneigtem Satteldach, Erdgeschoss massiv, Obergeschoss und Giebel Blockbau, Blockbau 1637 (dendro.dat.), Versteinerung des Erdgeschosses 1666 (dendro.dat.), Veränderungen und Erweiterung nach Westen um 1863 | D-2-76-138-135 | BW                                 |
| Mühlleite 10 (Standort)                                                                             | Wohnhaus                                                                   | zweigeschossig mit breitem Giebel und flach geneigtem Satteldach, Erdgeschoss massiv, Obergeschoss und Giebel Blockbau, 19. Jh., im Kern älter, mit Veränderungen der ersten Hälfte des 20. Jh. | D-2-76-138-136 | BW                                 |
| Pappelweg 37 (Standort)                                                                             | Ehemaliges Bahnwärterhaus                                                  | Bestandteil der 1877 eröffneten „Waldbahn“ von Plattling nach Bayerisch Eisenstein, bei Streckenkilometer 112. Eingeschossiger Satteldachbau, Polygonalmauerwerk mit Eckquaderungen. | D-2-76-138-121 | BW                                 |
| Nähe Peschlhof; Peschlhof 1a (Standort)                                                             | Kapelle                                                                    | Kleiner Walmdachbau über rechteckigem Grundriss, nach 1920, im Kern wohl älter. | D-2-76-138-117 | BW                                 |
| Pfarrer-Biebl-Straße 15 (Standort)                                                                  | Leichenhalle auf dem Stadtfriedhof                                         | Eingeschossiger Walmdachbau, erhöhter Mittelpavillon mit offener Säulenhalle nach Norden und Glockentürmchen, 1915; Friedhofsmauer, im südlichen Abschnitt mit Blendarkaden und Giebeln, Tore übergiebelt, 1915; Kriegerdenkmal für die Gefallenen des Deutsch-Französischen Krieges 1870/71, Fiale mit Kreuzbekrönung auf Stufenpostament, neugotisch, 1872. | D-2-76-138-28  | Leichenhalle auf dem Stadtfriedhof |
| Pfleggasse; Nähe Pfleggasse; Pfleggasse 44; Mittlere Bachgasse 13; Mittlere Bachgasse 15 (Standort) | Eis-, Bier- und Vorratskeller                                              | Ehemals etwa zwanzig in den Felsen getriebene Stollen mit Tonnengewölben aus Bruchsteinmauerwerk, verschließbare Eingänge mit kleinem Vorraum, teilweise verschüttet, einige nachträglich untereinander verbunden, 1665–1829; Piuskeller, mit Bruchstein-Tonnengewölbe, 1665–1829; Schillerkeller, 1829; Keller, wohl 18./19. Jahrhundert; Bürgerbräu/Pandurenkeller, 1704–1829; Eiskeller, 1829; Wittmannkeller, 1742–1829; Huber/Weißbierkeller, wohl 18./19. Jahrhundert; Breinwirtkeller, wohl 18./19. Jahrhundert; Obergrassl/Siglkeller, wohl 18./19. Jahrhundert; Postkeller, 1829. | D-2-76-138-31  | BW                                 |
| Pfleggasse 7 (Standort)                                                                             | Wohnhaus                                                                   | Zweigeschossiger Flachsatteldachbau, Mitte 19. Jahrhundert. | D-2-76-138-30  | BW                                 |
| Pfleggasse 40 (Standort)                                                                            | Wohnhaus                                                                   | Zweigeschossiger traufständiger Flachsatteldachbau, nach Norden Blockbau mit Verbretterung, Anfang 19. Jahrhundert. | D-2-76-138-32  | BW                                 |
| Schulgasse 2 (Standort)                                                                             | Ehemaliges Landratsamt, jetzt Niederbayerisches Landwirtschaftsmuseum      | Dreigeschossiger Zweiflügelbau mit Walmdach, Zwerchhäuser mit Rundbogengiebeln, Neubarock/Jugendstil, 1913; Grundstückseinfriedung, Quadermauwerk mit Bossierung, Metallgittereinlagen, 1913. | D-2-76-138-34  | weitere Bilder                     |
| Stadtplatz 4 (Standort)                                                                             | Mariensäule                                                                | Skulptur der Patrona Bavariae, Metallguss, vergoldet, auf toskanischer Säule mit Postament, Granit, 1872. | D-2-76-138-49  | weitere Bilder                     |
| Stadtplatz 7 (Standort)                                                                             | Gasthof                                                                    | Dreigeschossiger Flachsatteldachbau mit zweigeschossigem Mittelerker und Neurenaissance-Gliederungen, Ende 19. Jahrhundert. | D-2-76-138-39  | weitere Bilder                     |
| Stadtplatz 8 (Standort)                                                                             | Wohnhaus                                                                   | Zweigeschossiger Steildachbau mit Dreistaffelgiebel, hofseitig mit gedeckter Laube, Ende 19. Jahrhundert, im Kern älter. | D-2-76-138-40  | Wohnhaus                           |
| Stadtplatz 10 (Standort)                                                                            | Gasthaus                                                                   | Zweieinhalbgeschossiger Flachsatteldachbau mit Vorschussgiebel, hölzerne Torflügel mit Blendmaßwerken, Mitte 19. Jahrhundert, im Kern älter; Rückgebäude. | D-2-76-138-41  | BW                                 |
| Stadtplatz 13 (Standort)                                                                            | Wohn- und Geschäftshaus                                                    | Dreigeschossiger Flachsatteldachbau mit Vorschussgiebel und klassizistischer Fassadengliederung, erste Hälfte 19. Jahrhundert. | D-2-76-138-42  | BW                                 |
| Stadtplatz 14 (Standort)                                                                            | Wohn- und Geschäftshaus                                                    | Zweigeschossiger Mansardwalmdachbau mit Schweifgiebel und Eckerker, Fassade neubarock, Ende 19. Jahrhundert, Türsturz des Seiteneingangs bezeichnet mit „1816“. | D-2-76-138-43  | Wohn- und Geschäftshaus            |
| Stadtplatz 15 (Standort)                                                                            | Ehemaliges Lebzelterhaus                                                   | Dreigeschossiger Flachsatteldachbau mit Vorschussgiebel, 1846, im Kern älter. | D-2-76-138-44  | BW                                 |
| Stadtplatz 19 (Standort)                                                                            | Wohn- und Geschäftshaus                                                    | Dreigeschossiger Flachsatteldachbau, zweite Hälfte 19. Jahrhundert. | D-2-76-138-46  | Wohn- und Geschäftshaus            |
| St. Johann 13; St. Johann 15 (Standort)                                                             | Katholische Filialkirche St. Johannes                                      | Saalkirche mit Steildach und eingezogenem, fünfseitig geschlossenem Chor, Dachreiter mit Zwiebelhaube, im Kern spätgotischer Gewölbebau, 1472, erneuert 1779; mit Ausstattung; Mauerumfriedung, erhaltene Abschnitte im Westen und Süden, Bruchstein, wohl 18./19. Jahrhundert. | D-2-76-138-33  | weitere Bilder                     |
| Weinberg (Standort)                                                                                 | Weinbergkapelle St. Anna                                                   | Steildachbau mit eingezogenem, halbrund geschlossenem Chor, mit Stufengiebeln und Dachreiter, Ziegelstein, 1904; mit Ausstattung. | D-2-76-138-50  | BW                                 |
| Weinberggasse 16 (Standort)                                                                         | Wohnhaus eines Bauernhofes                                                 | Zweigeschossiger Schopfwalmdachbau, mit Zwerchhaus und Zierelementen im Heimatstil, um 1905. | D-2-76-138-51  | BW                                 |

### Augrub
| Lage                   | Objekt     | Beschreibung | Akten-Nr.     | Bild |
| ---------------------- | ---------- | --- | ------------- | ---- |
| Augrub 3, 4 (Standort) | Hofkapelle | Steildachbau, halbrund geschlossen, Dachreiter mit Spitzhelm, Bruchstein, Anfang 20. Jahrhundert; mit Ausstattung; Gefallenendenkmal, Gusseisenkruzifix auf Steinsockel, bezeichnet mit „1916“.                                              | D-2-76-138-56 | BW   |
| Augrub 3, 4 (Standort) | Stadel     | Mit eingebautem Traidkasten, langgestreckter zweigeschossiger Schopfwalmdachbau, geständerter Blockbau, traufseitig mit Stangenschrot, Mitte 19. Jahrhundert; Hoftor, mit rundbogiger Durchfahrt und Fußgängerpforte, bezeichnet mit „1851“. | D-2-76-138-55 | BW   |

### Bärndorf
| Lage                       | Objekt   | Beschreibung | Akten-Nr.     | Bild |
| -------------------------- | -------- | --- | ------------- | ---- |
| Bärndorf 29, 31 (Standort) | Hakenhof | Wohnstallhaus, zweigeschossiger Flachsatteldachbau, traufseitig mit Brettbalusterschrot, 18./19. Jahrhundert; ehemaliger Traidkasten, zweigeschossiger Flachsatteldachbau mit Brettbalusterschrot, Blockbau, nach Westen massiver Stallteil, 18./19. Jahrhundert. | D-2-76-138-57 | BW   |

### Bettmannsäge
| Lage                         | Objekt                     | Beschreibung | Akten-Nr.      | Bild |
| ---------------------------- | -------------------------- | --- | -------------- | ---- |
| Waldbahnstraße 71 (Standort) | Ehemaliges Empfangsgebäude | Bestandteil der 1877 eröffneten „Waldbahn“ von Plattling nach Bayerisch-Eisenstein, bei Streckenkilometer 116,4. Bahnwärterhaus, eingeschossiger Satteldachbau mit Kniestock, Polygonalmauerwerk, 1874–77, Anbau nach Südwesten von 1897. | D-2-76-138-123 | BW   |

### Dreieck
| Lage                                       | Objekt          | Beschreibung                                                                                                 | Akten-Nr.     | Bild |
| ------------------------------------------ | --------------- | --- | ------------- | ---- |
| Im Öd-Wald westlich des Asbergs (Standort) | Ödtaferlkapelle | Kleiner Satteldachbau über rechteckigem Grundriss, verschindelter Holzbau, 19. Jahrhundert; mit Ausstattung. | D-2-76-138-60 | BW   |

### Ebenhof
| Lage                 | Objekt  | Beschreibung | Akten-Nr.     | Bild |
| -------------------- | ------- | --- | ------------- | ---- |
| Ebenhof 4 (Standort) | Kapelle | Walmdachbau mit Dachüberstand, vierseitig geschlossen, 1845; Grabstein, quaderartige Form, mit Postament und Kreuzbekrönung, neugotisch, wohl zweite Hälfte 19. Jahrhundert. | D-2-76-138-61 | BW   |

### Edhof
| Lage | Objekt              | Beschreibung | Akten-Nr.     | Bild |
| --- | ------------------- | --- | ------------- | ---- |
| Triefenried-Bahnhof 1; Bahnweg 5; Zierbach 1; Triefenried-Bahnhof 2; Nähe Triefenrieder Bahnhof (Standort) | Bahnhof Triefenried | Bestandteil der 1877 eröffneten „Waldbahn“ von Plattling nach Bayerisch-Eisenstein, bei Streckenkilometer 102–103, Gebäude aus Polygonalmauerwerk mit Eckquaderungen. Empfangsgebäude, dreigeschossiger Halbwalmdachbau mit übergiebelten Mittelrisaliten; Bahnwärterhaus, zweigeschossiger, kubusartiger Pyramidendachbau; Güterhalle, eingeschossiger Flachsatteldachbau mit segmentbogigen Toröffnungen und Vordach; ehemaliges Weichenwärterhaus, zweigeschossiger Flachsatteldachbau mit Aufschrifttafel „Triefenried“, Anbau der 1930er Jahre nach Norden; Nebengebäude, eingeschossiger Walmdachbau. | D-2-76-146-48 | BW   |

### Finkenried
| Lage                       | Objekt                 | Beschreibung                                                                                            | Akten-Nr.     | Bild |
| -------------------------- | ---------------------- | --- | ------------- | ---- |
| Finkenried 4 (Standort)    | Ehemaliges Waldlerhaus | Eingeschossiger Flachsatteldachbau mit Blockbau-Kniestock, Dach erhöht, Türsturz bezeichnet mit „1845“. | D-2-76-138-62 | BW   |
| Flur Finkenried (Standort) | Hofkapelle             | Schopfwalmdachbau mit Korbbogenportal, halbrund geschlossen, erste Hälfte 19. Jahrhundert.              | D-2-76-138-63 | BW   |

### Frauenmühle
| Lage                                                                      | Objekt          | Beschreibung | Akten-Nr.     | Bild            |
| ------------------------------------------------------------------------- | --------------- | --- | ------------- | --------------- |
| Bahnlinie Landshut – Bayerisch Eisenstein, bei Kilometer 107,9 (Standort) | Eisenbahnbrücke | Bestandteil der 1877 eröffneten „Waldbahn“ von Plattling nach Bayerisch Eisenstein. Eiserne Trägerbrücke mit hängendem Gitterfachwerk über das Tal der Schlossauer Ohe, auf drei Granitquader-Pfeilern. | D-2-76-138-54 | Eisenbahnbrücke |

### Großseiboldsried
| Lage                          | Objekt      | Beschreibung                                                                   | Akten-Nr.     | Bild        |
| ----------------------------- | ----------- | ------------------------------------------------------------------------------ | ------------- | ----------- |
| Großseiboldsried 8 (Standort) | Ortskapelle | Steildachbau, halbrund geschlossen, mit Putzgliederungen und Dachreiter, 1852. | D-2-76-138-64 | Ortskapelle |

### Huberhof
| Lage                  | Objekt     | Beschreibung                                                                             | Akten-Nr.     | Bild |
| --------------------- | ---------- | ---------------------------------------------------------------------------------------- | ------------- | ---- |
| Huberhof 1 (Standort) | Hofkapelle | Walmdachbau über rechteckigem Grundriss 19. Jahrhundert, Dach erneuert; mit Ausstattung. | D-2-76-138-65 | BW   |

### Kattersdorf
| Lage                     | Objekt                            | Beschreibung | Akten-Nr.     | Bild |
| ------------------------ | --------------------------------- | --- | ------------- | ---- |
| Kattersdorf 9 (Standort) | Kapelle                           | Satteldachbau mit Vorhalle, halbrund geschlossen, 1824; mit Ausstattung. | D-2-76-138-67 | BW   |
| Kattersdorf 9 (Standort) | Wohnstallhaus eines Vierseithofes | Eineinhalbgeschossiger Flachsatteldachbau, Obergeschoss Blockbau, giebelseitig verputzt, Ende 18. Jahrhundert; Traidkasten, zweigeschossiger Satteldachbau, Obergeschoss Blockbau mit Verschindelung, nach Norden Ziegelstein-Massivbau, 18./19. Jahrhundert. | D-2-76-138-66 | BW   |

### Kleinseiboldsried
| Lage                            | Objekt                      | Beschreibung | Akten-Nr.     | Bild |
| ------------------------------- | --------------------------- | --- | ------------- | ---- |
| Kleinseiboldsried 12 (Standort) | Wohnteil eines Bauernhauses | Zweigeschossiger Flachsatteldachbau mit verschaltem Vordach, verschalte Laube nach Nordwesten, Rauputz, erstes Drittel 19. Jahrhundert. | D-2-76-138-68 | BW   |

### Kreuzerhof
| Lage                    | Objekt  | Beschreibung | Akten-Nr.     | Bild |
| ----------------------- | ------- | --- | ------------- | ---- |
| Kreuzerhof 2 (Standort) | Kapelle | Walmdachbau, segmentbogig geschlossen, Dachreiter mit Spitzhelm, erste Hälfte 19. Jahrhundert; mit Ausstattung. | D-2-76-138-69 | BW   |

### Kühhof
| Lage                | Objekt                          | Beschreibung | Akten-Nr.     | Bild |
| ------------------- | ------------------------------- | --- | ------------- | ---- |
| Kühhof 1 (Standort) | Hofkapelle                      | Satteldachbau, dreiseitig geschlossen, Dachreiter mit Spitzhelm, erste Hälfte 19. Jahrhundert; mit Ausstattung.             | D-2-76-138-71 | BW   |
| Kühhof 1 (Standort) | Traidkasten eines Vierseithofes | Zweigeschossiger Flachsatteldachbau, Obergeschoss Blockbau, traufseitig mit Brettbalusterschrot, wohl Ende 18. Jahrhundert. | D-2-76-138-70 | BW   |

### March
| Lage                        | Objekt                                        | Beschreibung | Akten-Nr.      | Bild           |
| --------------------------- | --------------------------------------------- | --- | -------------- | -------------- |
| Dorfplatz 12 (Standort)     | Katholische Pfarrkirche St. Petrus und Paulus | Wandpfeilerkirche mit Steildach und eingezogenem, fünfseitig geschlossenem Chor, Flankenturm mit Zwiebelhaube und Laterne, neubarock, 1905/07; mit Ausstattung; Kriegerdenkmal für die Gefallenen beider Weltkriege, Stele mit Schweifgiebel und Helmbekrönung, Granit, 1920er Jahre, später ergänzt. | D-2-76-138-73  | weitere Bilder |
| Hagenbichl 2 (Standort)     | Pfarrhof                                      | Zweigeschossiger Flachsatteldachbau auf Bruchsteinsockel, mit Putzgliederungen und Vorschussgiebeln, zweite Hälfte 19. Jahrhundert; Ökonomiegebäude, mit Ställen und Scheune, eingeschossiger Steildachbau mit Kniestock, Bruchstein, darüber verbrettertes Ständerwerk, 1878.                        | D-2-76-138-118 | BW             |
| Hauptstraße 23 a (Standort) | Bauernhaus                                    | Mit Stall und Remise, eingeschossiger Schopfwalmdachbau mit Zwerchhaus, Bruchstein, nach Westen Ständerwerk mit Verbretterung, Portal bezeichnet mit „1793“. | D-2-76-138-72  | BW             |
| Im Streit (Standort)        | Bildstock mit Laterne                         | Toskanische Säule, darüber Laterne mit Bildnische, Granit, zweite Hälfte 18. Jahrhundert. | D-2-76-138-75  | BW             |

### Maschenberg
| Lage                      | Objekt                          | Beschreibung | Akten-Nr.     | Bild |
| ------------------------- | ------------------------------- | --- | ------------- | ---- |
| In Maschenberg (Standort) | Traidkasten eines Vierseithofes | Zweigeschossiger Satteldachbau, ehemaliger geständerter Blockbau, Erdgeschoss später ausgemauert, Mitte 19. Jahrhundert. | D-2-76-138-76 | BW   |

### Matzelsried
| Lage                     | Objekt                                          | Beschreibung | Akten-Nr.     | Bild |
| ------------------------ | ----------------------------------------------- | --- | ------------- | ---- |
| Matzelsried 4 (Standort) | Wohnstallhaus eines geschlossenen Vierseithofes | Eineinhalbgeschossiger Flachsatteldachbau, Obergeschoss Blockbau, traufseitig mit Stangenschrot, Portal bezeichnet mit „1816“. | D-2-76-138-78 | BW   |
| Matzelsried 6 (Standort) | Hofkapelle                                      | Schopfwalmdachbau, halbrund geschlossen, erstes Hälfte 19. Jahrhundert; mit Ausstattung.                                       | D-2-76-138-79 | BW   |

### Neusohl
| Lage                 | Objekt        | Beschreibung | Akten-Nr.      | Bild |
| -------------------- | ------------- | --- | -------------- | ---- |
| Neusohl 1 (Standort) | Wohnstallhaus | Zweigeschossiger Schopfwalmdachbau mit verbretterter Giebellaube und verzierten Balkenköpfen, Erdgeschoss verputztes Bruchsteinmauerwerk, Obergeschoss im Wohnteil Blockbau und im Wirtschaftsteil Ständerbau, 1805/06 (dendrochronologisch datiert). | D-2-76-138-134 | BW   |

### Obermitterdorf
| Lage                         | Objekt            | Beschreibung | Akten-Nr.      | Bild |
| ---------------------------- | ----------------- | --- | -------------- | ---- |
| Obermitterdorf 1 (Standort)  | Kleinbauernhaus   | Zweigeschossiger Flachsatteldachbau, mit verschindeltem Blockbau-Obergeschoss, bezeichnet mit „1836“.                   | D-2-76-138-81  | BW   |
| Obermitterdorf 7 (Standort)  | Wohnstallhaus     | Zweigeschossiger Flachsatteldachbau, Obergeschoss Blockbau, mit verschaltem Giebelschrot, erste Hälfte 19. Jahrhundert. | D-2-76-138-80  | BW   |
| In Obermitterdorf (Standort) | Kapellenbildstock | Ädikulaartige Form mit Rundbogennische, wohl zweite Hälfte 19. Jahrhundert.                                             | D-2-76-138-132 | BW   |

### Oberneumais
| Lage                      | Objekt                          | Beschreibung | Akten-Nr.     | Bild |
| ------------------------- | ------------------------------- | --- | ------------- | ---- |
| Oberneumais 52 (Standort) | Traidkasten eines Vierseithofes | Zweigeschossiger Schopfwalmdachbau, geständerter Blockbau, zum Teil untermauert, erstes Drittel 19. Jahrhundert, 1912 verändert. | D-2-76-138-84 | BW   |

### Oleumhütte
| Lage                             | Objekt                                                     | Beschreibung                                                                                                 | Akten-Nr.     | Bild |
| -------------------------------- | ---------------------------------------------------------- | --- | ------------- | ---- |
| B 85; Schlossauer Ohe (Standort) | Straßenbrücke BW 7044 509 über das Tal der Schlossauer Ohe | Dreijochige Bogenbrücke, Stampfbeton mit Granitquaderverblendung, 1936/37; südwestlich Regen, Station 3,502. | D-2-76-138-53 | BW   |

### Pfistermühle
| Lage                                        | Objekt  | Beschreibung                                                                               | Akten-Nr.     | Bild |
| ------------------------------------------- | ------- | ------------------------------------------------------------------------------------------ | ------------- | ---- |
| Pfistermühle 41; Pfistermühle 42 (Standort) | Kapelle | Satteldachbau, dreiseitig geschlossen, Dachreiter mit Zwiebelhaube, bezeichnet mit „1839“. | D-2-76-138-85 | BW   |

### Poschetsried
| Lage                       | Objekt      | Beschreibung | Akten-Nr.      | Bild |
| -------------------------- | ----------- | --- | -------------- | ---- |
| Poschetsried 52 (Standort) | Einfirsthof | Zweigeschossiger Satteldachbau mit Kniestock, nach Norden Stallteil, Portal bezeichnet mit „1900“, im Kern älter. | D-2-76-138-124 | BW   |

### Reinhartsmais
| Lage                            | Objekt      | Beschreibung | Akten-Nr.     | Bild |
| ------------------------------- | ----------- | --- | ------------- | ---- |
| Reinhartsmais 13, 15 (Standort) | Vierseithof | Hauptgebäude, ehemaliger Gasthof, zweigeschossiger Flachsatteldachbau, Obergeschoss Blockbau, zum Teil verschindelt, zweite Hälfte 18. Jahrhundert; Ausnahmhaus, zweigeschossiger Flachsatteldachbau, Obergeschoss Blockbau, zum Teil verschindelt, gleichzeitig; Traidkasten, zweigeschossiger Flachsatteldachbau mit Giebelschrot, geständerter Blockbau, gleichzeitig; Stall, zweigeschossiger Flachsatteldachbau mit Traufseitschrot und korbbogiger Toreinfahrt, zum Teil verbrettertes Holzständerwerk, gleichzeitig; Hoftor, mit rundbogiger Durchfahrt, 18./19. Jahrhundert. | D-2-76-138-87 | BW   |

### Richtplatz
| Lage                       | Objekt                                                                     | Beschreibung                                                                                          | Akten-Nr.     | Bild |
| -------------------------- | -------------------------------------------------------------------------- | --- | ------------- | ---- |
| Schwarzer Regen (Standort) | Steinbogenbrücke der alten Straßenverbindung nach Deggendorf und Viechtach | Dreijochige Flachbogenkonstruktion mit Buckelquader- und Bruchsteinverblendung, Ende 19. Jahrhundert. | D-2-76-138-52 | BW   |

### Riedham
| Lage                 | Objekt      | Beschreibung                                                                                              | Akten-Nr.     | Bild |
| -------------------- | ----------- | --- | ------------- | ---- |
| Riedham 7 (Standort) | Waldlerhaus | Zweigeschossiger Flachsatteldachbau, zum Teil Blockbau, mit Giebelschrot, erstes Drittel 19. Jahrhundert. | D-2-76-138-88 | BW   |

### Rinchnachmündt
| Lage                         | Objekt                          | Beschreibung                                                                                           | Akten-Nr.     | Bild        |
| ---------------------------- | ------------------------------- | --- | ------------- | ----------- |
| Rinchnachmündt 1 (Standort)  | Traidkasten eines Vierseithofes | Zweigeschossiger Schopfwalmdachbau, verschindelter Blockbau, erste Hälfte 19. Jahrhundert.             | D-2-76-138-90 | BW          |
| In Rinchnachmündt (Standort) | Ortskapelle                     | Satteldachbau mit eingezogenem, fünfseitig geschlossenem Chor und Giebelreiter, 1861; mit Ausstattung. | D-2-76-138-89 | Ortskapelle |

### Rohrbach
| Lage                  | Objekt                          | Beschreibung                                                                              | Akten-Nr.     | Bild |
| --------------------- | ------------------------------- | ----------------------------------------------------------------------------------------- | ------------- | ---- |
| Rohrbach 1 (Standort) | Traidkasten eines Vierseithofes | Zweigeschossiger Flachsatteldachbau, geständerter Blockbau, erste Hälfte 19. Jahrhundert. | D-2-76-138-93 | BW   |

### Sallitz
| Lage                  | Objekt     | Beschreibung | Akten-Nr.     | Bild |
| --------------------- | ---------- | --- | ------------- | ---- |
| Sallitz 28 (Standort) | Hofkapelle | Satteldachbau mit Dachreiter, dreiseitig geschlossen, Mitte 19. Jahrhundert; mit Ausstattung; Kruzifix, Holz, farbig gefasst, wohl zweite Hälfte 19. Jahrhundert; aus der alten Pfarrkirche in March. | D-2-76-138-95 | BW   |

### Schauerhof
| Lage                     | Objekt      | Beschreibung | Akten-Nr.     | Bild |
| ------------------------ | ----------- | --- | ------------- | ---- |
| Schauerhof 3 (Standort)  | Ausnahmhaus | Zweigeschossiger Satteldachbau, Obergeschoss Blockbau, nach Norden Stadel, Türsturz bezeichnet mit „1809“, Dach später. | D-2-76-138-96 | BW   |
| In Schauerhof (Standort) | Hofkapelle  | Satteldachbau, dreiseitig geschlossen, bezeichnet mit „1867“; mit Ausstattung.                                          | D-2-76-138-97 | BW   |

### Schlossau
| Lage                                                     | Objekt                                    | Beschreibung                                  | Akten-Nr.     | Bild                                      |
| -------------------------------------------------------- | ----------------------------------------- | --------------------------------------------- | ------------- | ----------------------------------------- |
| Schlossau 1, südlich des jetzigen Forsthauses (Standort) | Mauerreste einer ehemaligen Schlossanlage | Bruchstein mit Eckquaderung, 16. Jahrhundert. | D-2-76-138-98 | Mauerreste einer ehemaligen Schlossanlage |

### Schollenried
| Lage                                                             | Objekt      | Beschreibung                                                                                           | Akten-Nr.      | Bild |
| ---------------------------------------------------------------- | ----------- | --- | -------------- | ---- |
| Schollenried 7 (Standort)                                        | Traidkasten | Zweigeschossiger Steildachbau mit Traufschrot, Obergeschoss Blockbau, Mitte 19. Jahrhundert.           | D-2-76-138-99  | BW   |
| Schollenried 7, auf Anhöhe nordwestlich der Ortschaft (Standort) | Feldkapelle | Satteldachbau mit halbrundem Schluss und Vorhalle, Dachreiter mit Spitzhelm, um 1880; mit Ausstattung. | D-2-76-138-100 | BW   |

### Schwaighof
| Lage                     | Objekt                     | Beschreibung | Akten-Nr.      | Bild |
| ------------------------ | -------------------------- | --- | -------------- | ---- |
| Schwaighof 1 (Standort)  | Hoftor eines Vierseithofes | Rundbogige Durchfahrt mit Quaderung und Pilastrierung, Granit, bezeichnet mit „1698“, erneuert 1908, mit Nebeneingang.                                                                                                   | D-2-76-138-102 | BW   |
| Schwaighof 3 (Standort)  | Ehemaliges Bahnwärterhaus  | Bestandteil der 1877 eröffneten „Waldbahn“ von Plattling nach Bayerisch-Eisenstein, bei Streckenkilometer 105,2. Eingeschossiger Satteldachbau mit Kniestock, Polygonalmauerwerk mit Zierziegeln, nach Süden Stallanbau. | D-2-76-138-119 | BW   |
| In Schwaighof (Standort) | Hofkapelle                 | Satteldachbau mit eingezogenem, halbrund geschlossenem Chor, Dachreiter mit Spitzhelm, Ende 19. Jahrhundert; mit Ausstattung.                                                                                            | D-2-76-138-103 | BW   |

### Schweinhütt
| Lage                                                                     | Objekt                                          | Beschreibung | Akten-Nr.      | Bild |
| ------------------------------------------------------------------------ | ----------------------------------------------- | --- | -------------- | --- |
| Dorfstraße (Standort)                                                    | Ortskapelle                                     | Satteldachbau mit eingezogenem, segmentbogig geschlossenem Chor, Dachreiter mit Zwiebelhaube, wohl 1822; mit Ausstattung. | D-2-76-138-104 | BW |
| Dorfstraße 9 (Standort)                                                  | Feldkapelle, sogenannte Weiderer-Michel-Kapelle | Kleiner Walmdachbau über quadratischem Grundriss, 1822; mit Ausstattung. | D-2-76-138-108 | BW |
| Dorfstraße 16 (Standort)                                                 | Kleinbauernhaus                                 | Eingeschossiger Satteldachbau, Kniestock Blockbau, im Kern erste Hälfte 19. Jahrhundert, Dach und Schrot später. | D-2-76-138-106 | BW |
| Unterdorf 9 (Standort)                                                   | Wohnstallhaus eines Vierseithofes               | Zweigeschossiger Flachsatteldachbau mit Traufschrot, Obergeschoss Blockbau, zum Teil verschindelt, erstes Drittel 19. Jahrhundert.                                                                                                  | D-2-76-138-107 | BW |
| Bahnlinie Landshut – Bayerisch Eisenstein (bei Bahn-km 114,8) (Standort) | Eisenbahnbrücke über den Regen                  | Bestandteil der 1877 eröffneten „Waldbahn“ von Plattling nach Bayerisch Eisenstein. Eiserne Trägerbrücke mit Hängefachwerk, Widerlager aus Quadermauerwerk, zum Teil grob bossiert. Teilweise auf dem Gebiet der Gemeinde Langdorf. | D-2-76-138-122 | [[Vorlage:Bilderwunsch/code!/C:48.996255,13.167446!/D:Bahnlinie Landshut – Bayerisch Eisenstein (bei Bahn-km 114,8), Eisenbahnbrücke über den Regen!/\|BW]] |

### Sumpering
| Lage                                  | Objekt                 | Beschreibung                                                                                         | Akten-Nr.      | Bild |
| ------------------------------------- | ---------------------- | --- | -------------- | ---- |
| In Sumpering; Sumpering 10 (Standort) | Schlichter Kapellenbau | Schopfwalmdachbau über rechteckigem Grundriss, wohl erstes Viertel 19. Jahrhundert; mit Ausstattung. | D-2-76-138-110 | BW   |

### Weißenstein
| Lage                                                                      | Objekt                                   | Beschreibung | Akten-Nr.      | Bild           |
| ------------------------------------------------------------------------- | ---------------------------------------- | --- | -------------- | -------------- |
| In Weißenstein; Weißenstein 25; Weißenstein 20; Weißenstein 16 (Standort) | Ruine der Burg Weißenstein auf dem Pfahl | Um 1100 durch die Grafen von Bogen errichtet, später im Besitz der bayerischen Herzöge, seit 1339/40 Eigentum der Degenberger, 1468 niedergebrannt, später wiederaufgebaut, Zerstörung und Verfall im 17./18. Jahrhundert. Bergfried, Turm über unregelmäßigem Grundriss mit Zinnenabschluss, Bruchstein mit Eckquaderungen, 12./13. Jahrhundert; erhaltene Teile der Hauptburg, mit hohen Mauerresten, Bruchstein, 12./13. Jahrhundert; Ökonomiegebäude, Gewölbekeller, Bruchstein, wohl 12./13. Jahrhundert; Torturm, Getreidekasten, viergeschossiger Walmdachbau über unregelmäßigem Grundriss, Bruchstein, zum Teil verputzt, 1762; Burgtor, Bruchstein, wohl 18./19. Jahrhundert; Pfleggericht, zweigeschossiger Steildachbau mit mächtigen Strebepfeilern nach Westen, Bruchstein, zum Teil verputzt, 17./18. Jahrhundert, im Kern wohl älter. | D-2-76-138-112 | weitere Bilder |
| Weißenstein 24 (Standort)                                                 | Wohnhaus                                 | Zweigeschossiger kubusartiger Walmdachbau, Obergeschoss Blockbau, zum Teil verschindelt, Nordseite mit Außentreppe, wohl zweite Hälfte 18. Jahrhundert. | D-2-76-138-114 | BW             |
| Weißenstein 25 (Standort)                                                 | Bauernhaus                               | Zweigeschossiger Schopfwalmdachbau, im Kern 15./16. Jahrhundert, ursprünglich zur Burg gehörig; Nordwestflügel Stadel, Ständerwerk mit Verbretterung, 19./20. Jahrhundert. | D-2-76-138-113 | BW             |
| Weißenstein 115 (Standort)                                                | Bauernhaus                               | Ein- bzw. zweigeschossiger Bau mit einhüftigem Flachsatteldach, Obergeschoss Blockbau, zum Teil verschindelt, Giebelschrot mit Verbretterung, nach Nordwesten Stallteil, Türsturz bezeichnet mit „1833“. | D-2-76-138-115 | BW             |
| Gemeindeberg (Standort)                                                   | Kapelle                                  | Halbwalmdachbau mit Vorhalle, dreiseitig geschlossen, Dachreiter mit Zwiebelhaube, 1820; mit Ausstattung und Totenbretter-Gruppe. | D-2-76-138-111 | Kapelle        |

## Ehemalige Baudenkmäler
In diesem Abschnitt sind Objekte aufgeführt, die früher einmal in der Denkmalliste eingetragen waren, jetzt aber nicht mehr. Objekte, die in anderem Zusammenhang also z. B. als Teil eines Baudenkmals weiter eingetragen sind, sollen hier nicht aufgeführt werden. Aktennummern in diesem Abschnitt sind ehemalige, jetzt nicht mehr gültige Aktennummern.

| Lage                                        | Objekt                                                                  | Beschreibung | Akten-Nr.      | Bild                |
| ------------------------------------------- | ----------------------------------------------------------------------- | --- | -------------- | ------------------- |
| Regen Am Platzl 4 (Standort)                | Wohnhaus                                                                | Mit Schweifgiebel, am Dachgeschoss Mittelerker auf Konsolen, um 1900.                                                              | D-2-76-138-2   | BW                  |
| Regen Am Platzl 6 (Standort)                | Wohn- und Geschäftshaus                                                 | Dreigeschossig, zweite Hälfte 19. Jahrhundert.                                                                                     | D-2-76-138-4   | BW                  |
| Regen Am Sand 3 (Standort)                  | Wohn- und Geschäftshaus                                                 | Dreigeschossig, mit umlaufenden rückwärtigen Holzgalerien und Flachsatteldach, erste Hälfte 19. Jahrhundert.                       | D-2-76-138-6   | BW                  |
| Regen Am Sand 10 (Standort)                 | Wohn- und Geschäftshaus                                                 | Traufseitbau mit Zwerchgiebel und Putzgliederung, um 1900.                                                                         | D-2-76-138-8   | BW                  |
| Regen Bodenmaiser Straße 2 (Standort)       | Stallgewölbe der ehemaligen Pfarrökonomie                               | Nach Brand 1830 neu errichtet; Überformungen modern.                                                                               | D-2-76-138-13  | BW                  |
| Regen Bodenmaiser Straße 10 (Standort)      | Steinerner Türsturz                                                     | Bezeichnet mit „1832“. | D-2-76-138-15  | BW                  |
| Regen Kirchplatz ()                         | Kapellennische „Der Herrgott auf der Gaß“                               | Barock mit neugotischem Überbau; mit Ausstattung; Allerseelen-Kapelle, im Kern 16. Jahrhundert, 1643 umgestaltet; mit Ausstattung. | D-2-76-138-20  |                     |
| Regen Stadtplatz 1 (Standort)               | Steinerner Türsturz                                                     | Bezeichnet mit „1823“. | D-2-76-138-35  | Steinerner Türsturz |
| Regen Stadtplatz 2, Schulgasse 1 (Standort) | Rathaus                                                                 | Dreigeschossiger Staffelgiebel-Eckbau mit Giebelseite zum Platz, um 1820, Erker modern.                                            | D-2-76-138-36  | Rathaus             |
| Regen Stadtplatz 4 (Standort)               | Verkehrsamt                                                             | Staffelgiebelbau, nach 1862. | D-2-76-138-37  | Verkehrsamt         |
| Regen Stadtplatz 16 (Standort)              | Ehemaliger Bauernwirt                                                   | Zweigeschossiger Walmdachbau mit rundbogigen Obergeschossfenstern und Sohlbankgesims, erste Hälfte 19. Jahrhundert.                | D-2-76-138-45  | BW                  |
| Regen Stadtplatz 27 (Standort)              | Vom Vorgängerbau abgenommenes Fresko eines allegorischen Schnabeltieres | 18. Jahrhundert. | D-2-76-138-48  | BW                  |
| Rinchnachmündt In Rinchnachmündt ()         | Zugehöriger Traidkasten                                                 | Verschindelter Blockbau mit Halbwalm, erste Hälfte 19. Jahrhundert.                                                                | D-2-76-138-92  |                     |
| Schollenried An der Straße nach Schönhöh () | Totenbretter des 19./20. Jahrhunderts                                   | | D-2-76-138-101 |                     |
| Spitalhof Spitalhof 2 (Standort)            | Spitalhof                                                               | Wohnhaus eines Vierseithofes, Satteldachbau, 1868; in beherrschender Höhenlage.                                                    | D-2-76-138-109 | BW                  |
| Weißenstein Weißenstein 131 (Standort)      | Steinerner Türsturz                                                     | Bezeichnet mit „1821“. | D-2-76-138-116 | BW                  |

## Abgegangene Baudenkmäler
In diesem Abschnitt sind Objekte aufgeführt, die früher einmal in der Denkmalliste eingetragen waren, jetzt aber nicht mehr existieren, z. B. weil sie abgebrochen wurden. Aktennummern in diesem Abschnitt sind ehemalige, jetzt nicht mehr gültige Aktennummern.

| Lage                                 | Objekt        | Beschreibung | Akten-Nr.     | Bild |
| ------------------------------------ | ------------- | --- | ------------- | ---- |
| Maschenberg Maschenberg 6 (Standort) | Wohnstallhaus | Zweigeschossiger Flachsatteldachbau mit Blockbau, Obergeschoss traufseitig verschindelt, erstes Drittel 19. Jahrhundert | D-2-76-138-77 | BW   |